# 葛可昌
葛可昌（1507年—1585年），和名城間親方秀信，琉球第二尚氏王朝政治人物、三司官。葛姓諸見里家二世。
葛可昌在尚清王在位期間擔任三司官職務。尚清王臨終時，囑咐他與和為美（國頭親方景明）、毛龍吟（新城親方安基）立世子尚元為王。然而後來葛可昌與和為美卻違反了尚清的遺囑，認為尚元體弱多病，想要立伊江王子尚鑑心為王。毛龍吟在朝堂上手提薙刀叱責二人，和、葛二人畏懼而不敢複言，尚元因此得以順利繼位。
1559年，葛可昌被罷免官職，流放伊平屋島。1567年（隆慶元年）毛龍吟死後獲得赦免，賜紫冠，領北谷間切謝名村地頭職。其女西之按司為尚永王夫人。